# シングルトン限界
シングルトン限界（英: Singleton bound）とは、符号のパラメータの比較的大雑把な限界値を指す。符号 C のパラメータとは、符号語の長さ {\displaystyle n}、シンボル数（アルファベット）{\displaystyle r}、最小ハミング距離 {\displaystyle d} である。

## 定理
{\displaystyle q}個の要素の体上の符号において、符号語の長さが {\displaystyle n} であり符号の最小ハミング距離が {\displaystyle d} であるとする。すなわち、任意の2つの符号語 {\displaystyle w} と {\displaystyle w'} について {\displaystyle {\textrm {D}}_{H}(w,w')\geq d} が成り立つとする。
このような符号の符号語数の最大値を {\displaystyle A_{q}(n,d)} とする。このとき
{\displaystyle A_{q}(n,d)\leq q^{n-d+1}}
が成り立つ。

## 証明
q進数の符号で、符号語の長さが n なら、符号語数 r の最大は qn となる（符号語の各桁は他の桁とは独立に q 種類の値をとりうるため）。
C がq進数の符号であるとする。その全符号語 {\displaystyle c\in C} はそれぞれ異なる。各符号語の先頭から {\displaystyle d-1} 桁を除去したとき、全符号語の最小ハミング距離は {\displaystyle d} なので、残った符号語もそれぞれ異なる値でなければならない。したがって、符号語数 {\displaystyle r} は変化しない。
この新たな符号の長さは
{\displaystyle n-(d-1)=n-d+1}
となり、可能な最大符号語数は
{\displaystyle q^{n-d+1}}
となる。したがって、元の符号も符号語数について同じ限界を持つ。
{\displaystyle A_{q}(n,d)\leq q^{n-d+1}}